# Эскизы (Алькан)
«Эскизы» (фр. Esquisses), опус 63 ― сборник фортепианных пьес, написанных Шарлем Валантеном Альканом, который был издан в четырёх книгах (каждая пара книг содержит пьесы во всех мажорных и минорных тональностях). «Эскизы» были впервые опубликованы в 1861 году в Париже издательством Richault (хотя само их сочинение датируется 1840-ми годами). Сборник включает в себя 49 пьес (из них пронумерованы все, кроме последней ― «Laus Deo»).

## Описание
Каждая из пьес в сборнике имеет своё название; многие из этих названий точно демонстрируют настроение определённой композиции, то есть «Эскизы» благодаря этому можно отнести к программной музыке. Например, в № 45 «Les Diablotins» («Черти») для передачи мрачного характера, «дьявольского» настроения используются кластеры. В основе пьесы № 39 «Héraclite et Démocrite» («Гераклит и Демокрит») лежат две резко контрастирующие темы, изображающие древнегреческих философов, которые ближе к концу композиции объединяются ― мелодия периодически переходит из минора в мажор; кроме того, соединяются два мотива: правая рука играет бодрую тему, левая ― тему печального характера.
В отличие от многих других произведений Алькана, таких, как соната «Четыре возраста» и «12 этюдов во всех минорных тональностях», эти 49 пьес не сосредоточены на виртуозности и трансцендентальности, а вместо этого больше раскрывают сентиментальную натуру композитора. В сборнике встречаются пародии на музыку эпохи барокко (№№14 и 15). Пьеса № 32 является аллюзией на арию «Vedrai Carino» из оперы Моцарта «Дон Жуан», но в однотерцовом до-диез миноре вместо исходного до мажора.

## Записи
«Эскизы» были полностью записаны Стивеном Осборном (Hyperion), Лораном Мартеном (Naxos), Осаму Канадзавой (ESCAILER) и Юи Мориситой (дважды, Pitina Piano Encyclopedia). Некоторые пьесы из сборника записал Джек Гиббонс.